# یواس‌اس پیکودا (اس‌اس-۳۸۲)
یواس‌اس پیکودا (اس‌اس-۳۸۲) (به انگلیسی: USS Picuda (SS-382)) یک زیردریایی است که طول آن ۳۱۱ فوت ۶ اینچ (۹۴٫۹۵ متر) می‌باشد. این زیردریایی در سال ۱۹۴۳ ساخته شد.